# Фанні Мендельсон
Фанні Мендельсон (нім. Fanny Mendelssohn, 14 листопада 1805, Гамбург — 14 травня 1847, Берлін) — німецька співачка, піаністка і композиторка, сестра композитора Фелікса Мендельсона.

## Характеристика
Її голосом захоплювався Ґете, він присвятив їй вірш (1827). 1829 року вийшла заміж за берлінського художника Вільгельма Гензеля, народила сина. Протягом 1839—1840 років подорожувала з родиною Італією. Виступала з недільними концертами, у тому числі — виконувала Баха, Моцарта, Бетховена, а також твори брата. Фанні Мендельсон створила три органні прелюдії (1829), драматичну п'єсу для сопрано й оркестру «Геро й Леандр» (1832), фортепіанний та струнний квартети, декілька кантат, вокальні твори на вірші Ґете, Гейне, Ленау, Ламартіна й інших поетів-романтиків, ліричні п'єси для фортепіано, серед яких найбільш відомий цикл із 12 мініатюр «Рік» (1841).